# Veloroute 4 (Hamburg)

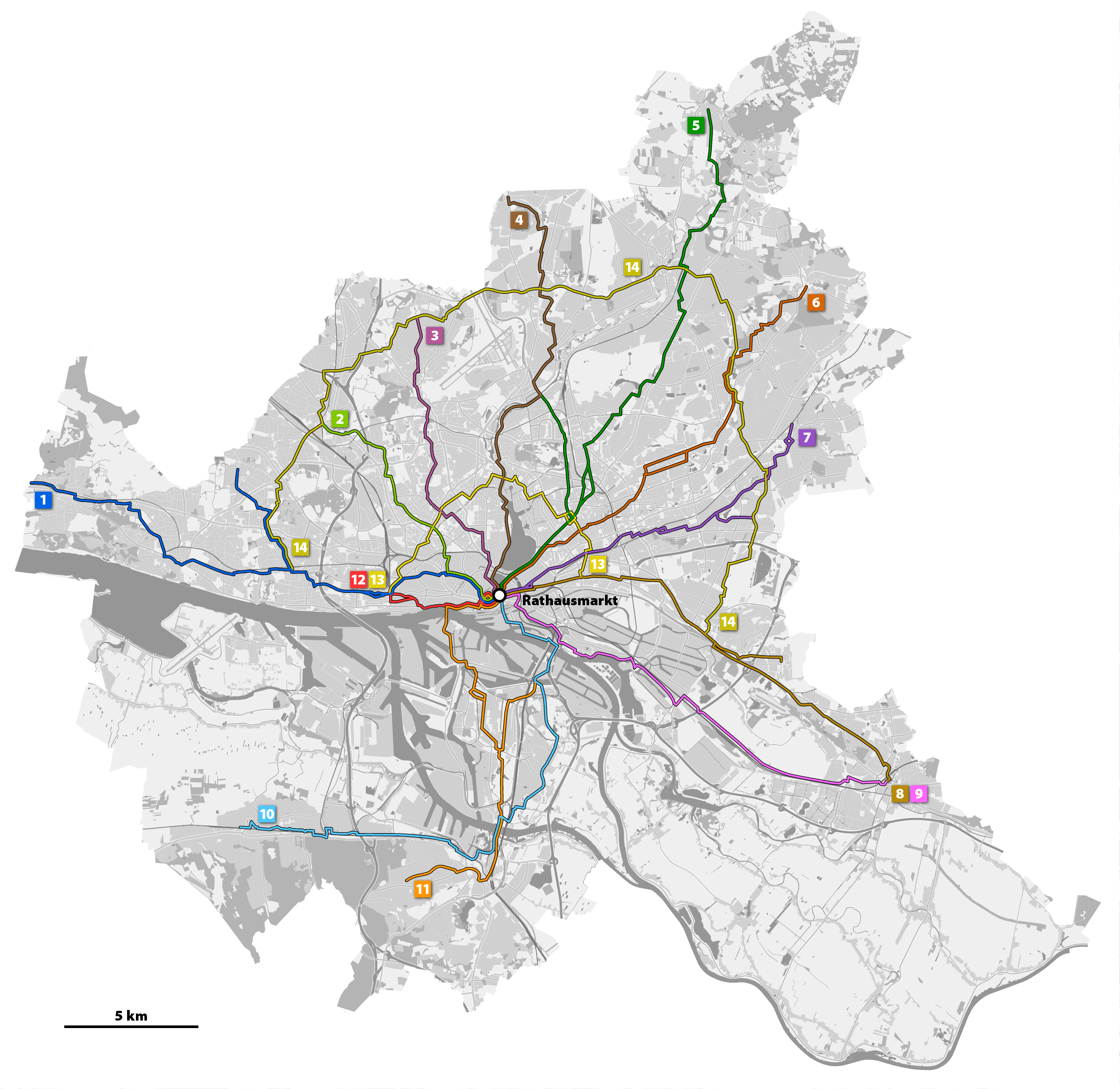
Karte der Hamburger Velorouten, Route 4 in Dunkelbraun

Die Veloroute 4 war eine der 14 Velorouten in Hamburg. Sie verband über eine Strecke von 18,5 Kilometern das Hamburger Rathaus über Winterhude mit Langenhorn. Die Veloroute 4 verband als eine Alltagsroute (im Gegensatz zu einer Radwanderroute) Ziele für die tägliche Mobilität (Pendler, Einkäufe usw.).
Die Veloroute 4 führte über verschiedene Verkehrsflächen. Darunter waren Fahrbahnen, Fahrradstraßen, Busspuren, Radwege, Radfahrstreifen und Tempo-30-Zonen.
Zur Einrichtung der Fahrradstraße im Harvestehuder Weg gab es intensive öffentliche Auseinandersetzungen, unter anderem, weil auf der umgebauten Fahrbahn der Autoverkehr an parkenden Fahrzeugen den Radverkehr ausbremste. Anschließend wurden weitere Maßnahmen umgesetzt.
Über den Jungfernstieg war die Veloroute 4 mit den Velorouten 1 und 2 verknüpft. An der Sengelmannstraße war sie mit der Veloroute 5 verknüpft.
Mit der Umstrukturierung des Radwegenetzes von Hamburg und dem Ende der Velorouten wurde die Strecke Teil der neuen Radroute 4. 

## Streckenverlauf
Vom Stadtzentrum führte die Veloroute zunächst entlang an der Außenalster. Dann führte sie durch Winterhude nach Alsterdorf. Vorbei an Fuhlsbüttel (mit dem Hamburger Flughafen) führte sie nach Langenhorn, wo sie am U-Bahnhof Ochsenzoll endete.
Der Streckenverlauf im Detail:
| km   | Verlauf                                                   | stadtauswärts    | stadteinwärts    |
| ---- | --------------------------------------------------------- | ---------------- | ---------------- |
| 0,2  | Rathausmarkt – Plan                                       | Straße           | –                |
|      | Bergstraße – Hermannstraße – Rathausmarkt                 | –                | Straße, Busspur  |
| 1,1  | Jungfernstieg – Neuer Jungfernstieg                       | Radweg           | Straße           |
| 3,5  | Alsterufer – Harvestehuder Weg                            | Fahrradstraße    | Fahrradstraße    |
| 3,8  | Krugkoppelbrücke                                          | Radweg           | Radweg           |
| 5,5  | Leinpfad                                                  | Fahrradstraße    | Fahrradstraße    |
| 5,8  | Hudtwalckerstraße – Winterhuder Marktplatz                | Radweg           | Radweg           |
| 8,0  | Alsterdorfer Straße                                       | Straße           | Straße           |
| 8,9  | Hindenburgstraße                                          | Radweg           | Radweg           |
| 9,5  | Suhrenkamp                                                | Tempo-30-Zone    | Tempo-30-Zone    |
| 10,0 | Suhrenkamp                                                | Straße           | Straße           |
| 10,8 | Olendörp – Ratsmühlendamm – Am Blumenacker                | Tempo-30-Zone    | Tempo-30-Zone    |
| 11,7 | Etzestraße – Wacholderweg – Bergkoppelweg                 | Tempo-30-Zone    | Tempo-30-Zone    |
| 11,9 | Hummelsbütteler Kirchenweg                                | Radfahrstreifen  | Radfahrstreifen  |
| 12,0 | Hummelsbütteler Kirchenweg                                | Radweg           | Radweg           |
| 12,8 | Kleekamp – Ohkamp                                         | Tempo-30-Zone    | Tempo-30-Zone    |
| 12,9 | Flughafenstraße                                           | Straße           | Straße           |
| 13,1 | Kielstück                                                 | Tempo-30-Zone    | Tempo-30-Zone    |
| 13,2 | Weg entlang der U-Bahn                                    | Radweg im Grünen | Radweg im Grünen |
| 13,3 | Schäferhofstieg                                           | Tempo-30-Zone    | Tempo-30-Zone    |
| 14,0 | Weg zwischen U-Bahn und Schäferhofpark – Am Ohlmoorgraben | Radweg im Grünen | Radweg im Grünen |
| 14,6 | Tangstedter Landstraße                                    | Radweg           | Radweg           |
| 15,5 | Wördenmoorweg – Borner Stieg                              | Tempo-30-Zone    | Tempo-30-Zone    |
| 15,6 | Immenhöven                                                | Radweg           | Radweg           |
| 16,4 | Laukamp                                                   | Tempo-30-Zone    | Tempo-30-Zone    |
| 16,7 | Hohe Liedt – Neubergerweg                                 | Straße           | Straße           |
| 18,4 | Fibigerstraße                                             | Tempo-30-Zone    | Tempo-30-Zone    |
| 18,5 | Langenhorner Chaussee (U-Bahnhof Ochsenzoll)              | Radweg           | Radweg           |

## Belege
1. 1 2 3  Veloroute 4: City – Harvestehude – Winterhude – Alsterdorf – Fuhlsbüttel – Langenhorn. In: hamburg.de. Abgerufen am 17. April 2020.
2. ↑  Wegbeschreibung der Veloroute 4: City – Winterhude – Langenhorn in tabellarischer Form (Memento vom 4. Februar 2016 im Internet Archive)